# Dicoma swazilandica
Dicoma swazilandica là một loài thực vật có hoa trong họ Cúc. Loài này được S.Ortiz, Rodr.Oubiña & Pulgar mô tả khoa học đầu tiên năm 2000.